# 33974 Alexmeyer
33974 Alexmeyer este o planetă minoră (asteroid), cu un diametru de 7,087 km, din centura de asteroizi. A fost descoperită pe 5 iulie 2000 la Stația Anderson Mesa de Lowell Observatory Near-Earth-Object Search și a fost numită după Alex J. Meyer⁠(d). 
Obiectul prezintă o orbită caracterizată de o semiaxă mare de 2,4484882 UAi, o excentricitate de 0,11, o înclinație de 5,38952 ° în raport cu ecliptica.